# Agustí Puig i Pinyol
Agustí Puig i Pinyol (Sabadell, 30 de enero de 1957) es un pintor catalán.

## Biografía
Desde joven se inició en la pintura y se dio a conocer como pintor en la Academia de Bellas artes de Sabadell, a comienzos de la década de los ochenta. Paralelamente, pronto fue reconocido en el campo del diseño gráfico. Estudió en la Escuela de Artes y Oficios de Sabadell, en la Escuela Massana y el Círculo Artístico de San Lucas de Barcelona. El 1985 obtuvo la 4a mención al Premio Internacional de Dibujo Joan Miró y el 1986 lo seleccionaron para la Muestra de Arte Joven organizada por el Ministerio de Cultura español. Ha expuesto en el Estado español, Francia, Inglaterra, los Estados Unidos y el Japón. Colaboró como pintor en la película Vicky Cristina Barcelona, de Woody Allen, cosa que lo ha dado a conocer fuera de los círculos habituales. La vasta obra de Agustí Puig se ha expuesto en varias instituciones y se integra en colecciones tanto privadas como públicas: la Taipei Fine Arts Museum en Taiwán, el Círculo de Bellas Artes de Madrid, la Colección Testigo de la Fundación la Caixa, en las Baleares, o el Museo de Arte Contemporáneo de Tarragona, entre otros.

## Premios y reconocimientos
- Delta de Plata, otorgado por el Fomento de las Artes Decorativas (1986)